# Aljoscha Neubauer
Aljoscha Neubauer (* 18. November 1960 in Kassel) ist ein österreichischer Psychologe und Professor für Differentielle und Persönlichkeitspsychologie an der Universität Graz.

## Werdegang
Neubauer maturierte 1980 in Graz, wo er auch Psychologie und Soziologie studierte und im Jahr 1986 promoviert wurde. Im Jahr 1994 habilitierte er mit dem Thema „Intelligenz und Geschwindigkeit der Informationsverarbeitung“ in Graz.
In den Jahren 1995/1996 war er als Lehrstuhlvertreter für Differentielle Psychologie an der Johann-Wolfgang-Goethe-Universität in Frankfurt am Main tätig. 1997 wurde Neubauer von der DGPs der William-Stern-Preis für herausragende Leistungen auf dem Gebiet der Differentiellen Psychologie verliehen.
Seit dem Jahr 1998 ist er als Professor für Differentielle und Persönlichkeitspsychologie an der Universität Graz tätig, wo er auch diverse Leitungsfunktionen (u. a. Vizestudiendekan und Vorstand des Instituts für Psychologie) innehatte.
Er war von 2014 bis 2015 Präsident der International Society of Intelligence Research (ISIR); davor war er Präsident der International Society for the Study of Individual Differences (ISSID). Von 2016 bis 2020 amtierte er als Präsident der Österreichischen Gesellschaft für Psychologie (ÖGP).
Im Jahre 2022 erhielt er den Lifetime Achievement Award der International Society of Intelligence Research (ISIR).
Für seine herausragende Forschung und die Vermittlung wissenschaftlicher Erkenntnisse an die Öffentlichkeit wurde Aljoscha Neubauer 2024 mit dem Franz-Emanuel-Weinert-Preis der Deutschen Gesellschaft für Psychologie (DGP) ausgezeichnet.
Seit Juli 2023 ist Aljoscha Neubauer Mitglied des Qualitätssicherungsrates für PädagogInnenbildung des österreichischen Bundesministeriums für Bildung, Wissenschaft und Forschung.
Aljoscha Neubauer ist zudem Headquarters-Koordinator des Credition Projekts an der Universität Graz.

## Forschungsschwerpunkte
Zu seinen derzeitigen Forschungsschwerpunkten zählt die Untersuchung individueller Unterschiede in Bereichen wie Intelligenz, Kreativität, Praktische Intelligenz, sowie deren neurophysiologischer Grundlagen. Dazu veröffentlichte er neben einer Vielzahl wissenschaftlicher Artikel auch zwei Bücher mit Elsbeth Stern sowie eine große Zahl populärwissenschaftlicher Publikationen in Zeitungen und Zeitschriften.
Neubauer beschäftigt sich außerdem mit sozialen und emotionalen Kompetenzen sowie der Erforschung von Hochbegabung und Leadership.

## Schriften (Auswahl)
- Neubauer, A.C., Fink, A. & Grabner, R.H. (2006). Sensitivity of alpha band ERD/ERS to individual differences in cognition. In C. Neuper & W. Klimesch (Eds.), Event-related Dynamics of Brain Oscillations. Series: Progress in Brain Research (Vol. 159, pp. 167–178). Amsterdam: Elsevier.
- mit Elsbeth Stern: Lernen macht intelligent – Warum Begabung gefördert werden muss. Deutsche Verlags-Anstalt, München 2007, ISBN 978-3-421-04266-8.
- Neubauer, A.C. & Fink, A. (2009). Intelligence and Neural efficiency. Neuroscience and Biobehavioral Reviews, 33, 1004–1023
- Neubauer, A.C., Bergner, S. & Felfe, J. (2012). Das Leadership Judgement Inventar. Göttingen: Hogrefe.
- mit Elsbeth Stern: Intelligenz – Große Unterschiede und ihre Folgen. DVA, München 2013, ISBN 978-3-421-04533-1.
- Neubauer, A. (2018). Warum wir unseren Begabungen folgen sollten – und nicht nur unseren Interessen. München: DVA.